# Steven Key
Steven Key (Los Angeles, 14 maggio 1968) è un ex cestista e allenatore di pallacanestro statunitense.